# Ocypodinae
Cua ma (Danh pháp khoa học: Ocypodinae) là một phân họ cua trong họ cua cát (Ocypodidae). Phân họ này gồm 22 loài ở hai chi. Chúng là con cua có mặt tại những bờ biển phổ biến ở các vùng nhiệt đới và cận nhiệt đới trên khắp thế giới, nơi có những hố sâu trong khu vực bãi triều. Chúng là những kẻ ăn xác thối và là động vật ăn thịt đối với những động vật nhỏ. 

## Đặc điểm
Các đặc điểm của phân họ bao gồm một cái càng lớn và một cái càng nhỏ, đôi mắt dày và dài, và một thân hình hộp. Tuy nhiên, sự khác nhau về kích thước móng không được đánh dấu như cua đực. Hầu hết các con ma có thân màu nhạt kết hợp tốt với cát, mặc dù chúng có khả năng thay đổi dần dần màu sắc cơ thể để phù hợp với môi trường và thời gian trong ngày của chúng. Tên gọi cua ma bắt nguồn từ thời hoàng kim của chúng và màu sắc nhợt nhạt của chúng.
Đôi khi chúng cũng được gọi là cua cát, mặc dù tên gọi là những con cua khác không thuộc về phân họ. Một số loài cua ma có màu sắc tươi sáng, như Ocypode gaudichaudii và Ocypode ryderi. Những con cua ma có đôi mắt dài và sưng mắt với những giác mạc rất lớn ở nửa dưới. Miếng đệm giữa chúng (vách ngăn liên giữa) rất rộng. Cặp thứ ba của phần phụ miệng (chân vịt) hoàn toàn che miệng. 